# San Marcos (Kalifornien)
San Marcos ist eine Stadt im San Diego County im US-Bundesstaat Kalifornien, Vereinigte Staaten. Das U.S. Census Bureau hat bei der Volkszählung 2020 eine Einwohnerzahl von 94.833 ermittelt. Das Stadtgebiet hat eine Größe von 63,2 km² und befindet sich an der California State Route 78.
Die Stadt ist Sitz der California State University, San Marcos.

## Geographie

### Geografische Lage
Das Stadtgebiet von San Marcos umfasst ca. 63,2 km².

### Nachbargemeinden
San Marcos grenzt im Osten an Escondido, im Südwesten an Encinitas, im Westen an Carlsbad und im Nordwesten an Vista.
Daneben gibt es noch weitere, meist kleinere Nachbargemeinden:
- Buenavida
- Coronado Hills
- Creek District
- Discovery Hills
- Grandon Estates
- Lake San Marcos
- Old Creek Ranch
- Rancho Coronado
- Richmar
- Rock Springs/Bennett District
- San Elijo Hills
- Santa Fe Hills
- Stone Canyon
- Twin Oaks Valley
- University District

### Klima
|                       | Jan  | Feb  | Mär  | Apr  | Mai  | Jun  | Jul  | Aug  | Sep  | Okt  | Nov  | Dez  |   |       |
| Mittl. Tagesmax. (°C) | 20,3 | 20,8 | 21,3 | 23,8 | 25,3 | 28,7 | 31,4 | 31,7 | 30,5 | 27,2 | 23,3 | 20,7 | ⌀ | 25,4  |
| Mittl. Tagesmin. (°C) | 5,8  | 6,9  | 8,2  | 9,9  | 12,4 | 14,4 | 16,4 | 17,3 | 16,2 | 12,7 | 7,9  | 5,3  | ⌀ | 11,1  |
|                       |      |      |      |      |      |      |      |      |      |      |      |      |   |       |
| Niederschlag (mm)     | 85,6 | 80,3 | 83,8 | 26,4 | 6,9  | 2,8  | 1,8  | 0,5  | 5,6  | 11,2 | 33,5 | 45,2 | Σ | 383,6 |

| 5,8 |

| 6,9 |

| 8,2 |

| 9,9 |

| 12,4 |

| 14,4 |

| 16,4 |

| 17,3 |

| 16,2 |

| 12,7 |

| 7,9 |

| 5,3 |

| 5,8 |

| 6,9 |

| 8,2 |

| 9,9 |

| 12,4 |

| 14,4 |

| 16,4 |

| 17,3 |

| 16,2 |

| 12,7 |

| 7,9 |

| 5,3 |

## Geschichte
Gemäß der Legende wurde die Gemeinde der San Luis Rey Mission im späten 18. Jahrhundert von einer kleinen Gruppe Indianer ausgeraubt. Während der Verfolgung der flüchtenden Indianer kamen die damals herrschenden Spanier durch ein fruchtbares Tal, welches 1797 den Namen Los Vallecitos de San Marcos erhielt; in Ehren an den 25. April (Tag des Hl. Markus), den Tag der Entdeckung.
Am 22. April 1840 übertrug der damalige Gouverneur Juan B. Alvarado die Ranch Vallecitos de San Marcos seinem Verwandten Jose María Alvarado. Dieser starb im Massaker von Pauma und hinterließ das Land seiner Ehefrau, die es anschließend an Lorenzo Soto verkauft. Soto verkauft seinerseits das Land in den späten 1850er Jahren weiter an Cave Couts und dessen Familie.
Im Jahr 1886 wurde Gustavus French Merriam, einem Major aus Topeka, Kansas, der im Amerikanischen Bürgerkrieg bei der Verteidigung von Washington, D.C. diente, eine Fläche von ca. 0,65 km² übereignet, auf der er die erste dauerhafte Siedlung auf dem Gebiet errichtete.
Er gab dem kleinen Tal, in welchem sich seine Siedlung befand, den Namen Twin Oaks und begann mit der Wein- und Honigproduktion. Kurz darauf siedelten sich die ersten deutschen und niederländischen Einwanderer an.
1887 verkündete die Santa Fe Railroad, eine Eisenbahnstrecke durch das Tal zu errichten, zu der Enttäuschung der Einwohner allerdings in einer Entfernung von 1,6 Kilometer zum Stadtzentrum.
Während des 19. Jahrhunderts und des frühen 20. Jahrhunderts war die Wirtschaft von San Marcos durch die Landwirtschaft geprägt. In der Mitte des 20. Jahrhunderts siedelten sich Sennereien und Betriebe zur Geflügelzucht in der Stadt an.
Ab 1956 erlebte San Marcos eine Phase des Wachstums als erstmals Wasser des Colorado Rivers die Stadt erreichte, sodass die Bevölkerung rasch auf 2.500 Personen anwuchs. In den 1970er Jahren florierte San Marcos als die am drittschnellsten wachsende Stadt des Staats und die Einwohnerzahl betrug 17.479 im Jahr 1980. Auch in den folgenden Jahrzehnten hielt das Wachstum an und die Bevölkerungszahl steigerte sich über 33.800 (1990) und 82.743 (2000) zu 83.781 (2010) Einwohnern.

## Kultur und Sehenswürdigkeiten

### Naturdenkmäler

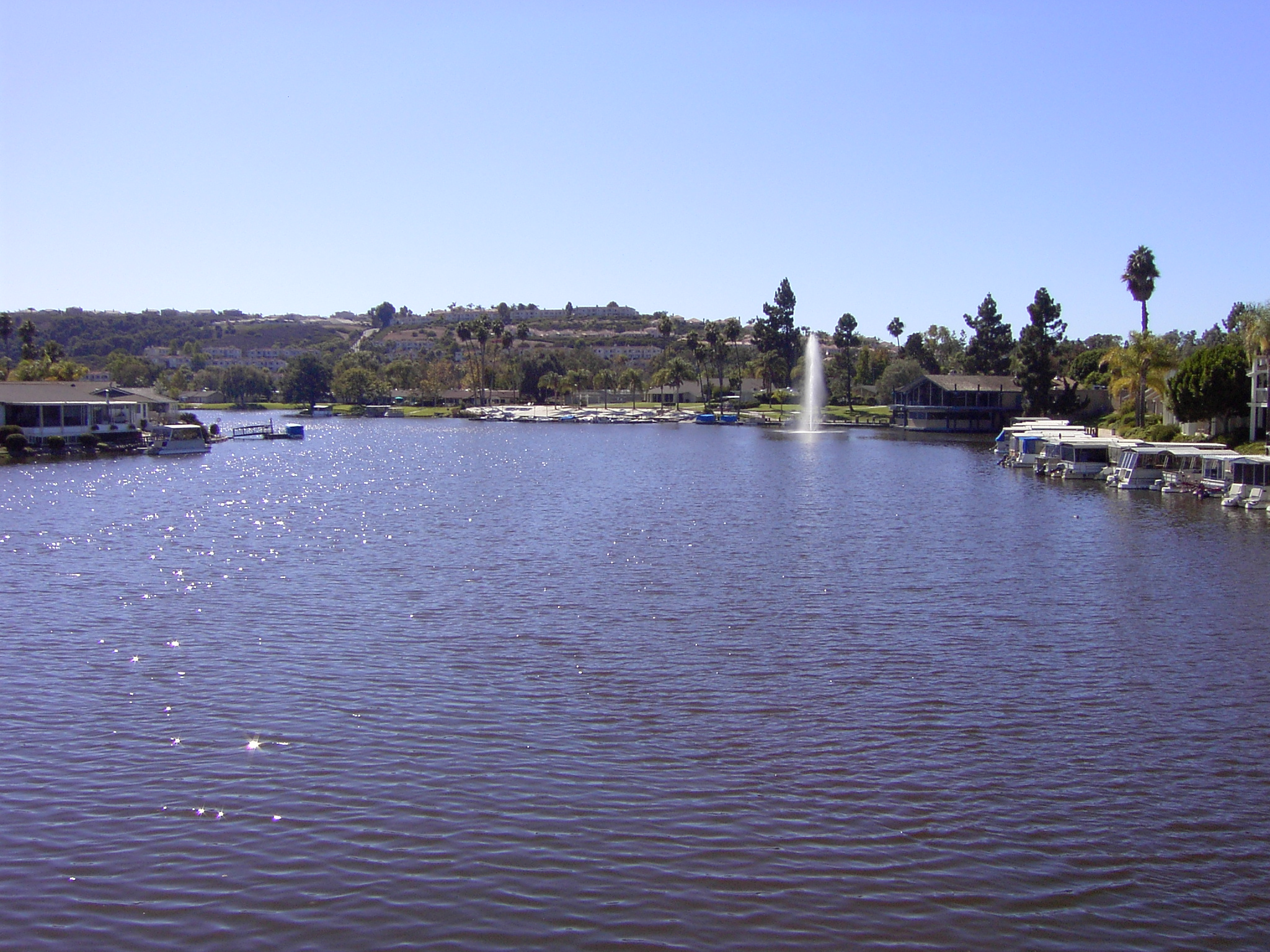
Lake San Marcos

In San Marcos gibt es mehrere Golfplätze, insbesondere am Lake San Marcos, welcher auch als Erholungsort bekannt ist. Darüber hinaus ist die Stadt für ihre Fülle an verschiedenen Parks und Grünflächen bekannt. Ein besonders beliebtes Ziel ist die Spitze des Double Peak Park, der die höchste Erhebung der Gegend ist und dementsprechend einen Panoramablick über das North County bietet. An einem wolkenfreien Tag kann man den sowohl den Gebirgszug der San Bernardino Mountains in Los Angeles als auch die Wolkenkratzer in Downtown San Diego.
Durch die ganze Stadt wurden kilometerlange Wege gebaut um den Fahrradverkehr zu erleichtern.

### Kulinarische Spezialitäten
San Marcos ist dafür bekannt einige der besten Restaurants des North County zu haben. Daneben findet man auch etliche Restaurant-Ketten:
- Applebees
- Boudin San Francisco
- Broken Yolk Cafe
- Chick-fil-A
- Chins Schezwan
- Churchills Pub & Grille
- Cold Stone
- Dalton's Roadhouse
- Elephant Bar
- In N Out
- Panera Bread
- Phil's BBQ
- Mr. Taco
- Sammy's Woodfired Pizza

## Wirtschaft und Infrastruktur

### Arbeitgeber
Aus dem jährlichen Finanzbericht der Stadt aus dem Jahr 2009 lassen sich die größten Arbeitgeber der Stadt entnehmen (gemessen an der Mitarbeiterzahl):
| Rang | Arbeitgeber                                      | Mitarbeiteranzahl |
| ---- | ------------------------------------------------ | ----------------- |
| 1    | Hunter Industries                                | 726               |
| 2    | United Parcel Service                            | 467               |
| 3    | Walmart                                          | 395               |
| 4    | TriStaff                                         | 387               |
| 5    | Costco                                           | 360               |
| 6    | Oncore Manufacturing Services                    | 320               |
| 7    | Teamwork Athletic Apparel                        | 300               |
| 8    | Lusardi Construction                             | 300               |
| 9    | Fry’s Electronics                                | 290               |
| 10   | Kaiser Permanente                                | 231               |
| 11   | California State University, San Marcos          | 230               |
| 12   | Signet Armorlite                                 | 214               |
| 13   | Hollandia Dairy                                  | 190               |
| 14   | Fluid Components International                   | 184               |
| 15   | The Land Stewards                                | 155               |
| 16   | 24 Hour Fitness                                  | 149               |
| 17   | The Home Depot                                   | 143               |
| 18   | Hughes Circuits                                  | 140               |
| 19   | Village Square Nursing and Rehabilitation Center | 130               |
| 20   | Falmat                                           | 126               |

### Einkaufsmöglichkeiten
Außerdem gibt es in San Marcos zahlreiche Einkaufsmöglichkeiten:
- Best Buy
- Costco
- Frys Electronics
- Harley Davidson
- Home Depot
- Lowes
- Nordstrom Rack
- Sports Chalet
- Sprouts Market
- Ulta

### Bildung
San Marcos hat sich mit seinem preisgekrönten Schulbezirk, dem Palomar Community College und der California State University, San Marcos schnell zu einer Art Knotenpunkt der Bildung im North County etabliert.

#### California State University San Marcos
Die CSU San Marcos ist ein kleinerer Campus im Hochschulverbund der California State University. Sie wurde 1989 gegründet und umfasst eine Fläche von ca. 1,23 km².
Im Wintersemester 2011/2012 studieren 10.276 Studenten in vier verschiedenen Fakultäten an der Hochschule.

#### Schulbezirk San Marcos
Der Schulbezirk von San Marcos ist einer der besten im San Diego County und sogar im Bundesstaat Kalifornien. Dies wird vor allem dadurch deutlich, dass die dortigen Schüler in den California State Tests tendenziell besser abschneiden als die Vergleichsgruppe.
Außerdem ist der Schulbezirk gleichzeitig auch einer der größten in der Gegend von San Diego; er umfasst zahlreiche Kindergärten und insgesamt 19 Schulen (11 Grundschulen und 8 weiterführende Schulen).

#### Palomar College
Palomar College ist ein sog. Community College und Mitglied im California Community Colleges-System. Dies sind staatliche, fortführende Bildungseinrichtung, welche zwei Jahre besucht werden und nach Abschluss den Zugang zu einer Hochschule ermöglichen. Der Campus von Palomar befindet sich nördlich von San Marcos und hat gegenwärtig ca. 30.000 Voll- und Teilzeitstudierende.

## Söhne und Töchter der Stadt
- Liliana Mumy (* 1994), Schauspielerin und Synchronsprecherin
- Fred Warner (* 1996), Footballspieler